# Китайська культура
Китай є батьківщиною однією з найдревніших цивілізацій світу, і можливо, єдиною, де фізичний тип населення не змінювався впродовж 5 тисячоліть. Китай має історію, що налічує 5 000 років мистецького, філософського і політичного розвитку. Хоча регіональні відмінності створюють відчуття різноманіття, спільність мови і релігійно-етнічних поглядів об'єднують культуру Китая, у рамках якої були створені такі значимі у всесвітньому масштабі явища, як конфуціанство і даосизм.

## Китайська міфологія

### Релігійні вірування

#### Даосизм

Концепція Інь та ян

Засновником даосизма був Лао Цзи (кит. 老子.). Його справжнє ім'я — Лі Ер (Лі Боян, Лао Дань). По переказам народився у 604 р. до н. е..
Основне визначення даосизма — дао, кит. «шлях» або «протилежність». Дао — це невидимий всюдисущий закон природи, шлях, по котрому йде людина і людство, безлика, безякісна субстанція. Дао не діє, тим самим, породжуючи все, воно вічне і безіменне, порожнє і невичерпне. З нього все вийшло і в нього і повернеться.
Бездіяльність породжує бездіяльність, тому необхідно до мінімуму звести людську активність. Виникає принцип у-вей, принцип недіяння, «споглядальна пасивність»: людина вивчає світ, але не змінює, робить тільки те, що необхідно.
У даосизмі взаємодіють два протилежні починання — инь і ян, котрі перетікають одне і інше і не можуть існувати один без одного. Инь — від'ємне, пасивне, жіноче починання; ян — позитивне, активне, чоловіче.
В II ст. даосизм оформлюється організаційно. Його започаткувала школа «шлях небесних наставників», заснована полулегендарним Чжан Лином. На початку V ст. оформляються ритуал і віровчення, даосизм стає державною релігією, з'являється пантеон божеств, вчення про богиню Сиванму (праматері всіх людей), потім даосизм розпадається на безліч сект і напрямків. Виходячи з вчення про Дао, даосизм запропонуував оригінальну концепцію найкращого державного управління — недіянняя: якщо правитель перебуває в бездіяльності, то в силу Дао справи самі налагодяться. І, так само, як і інші філософські вчення, даосизм осуджує війну.

#### Буддизм
Буддизм став проникати у Китай на рубежі н. е. Існували перекази про появу там буддистських проповідників ще у III віку до н. е., однак вони не можуть вважатися достовірними.
Першими розповсюдниками буддизму були купці, які приходили у Китай по Великому шовковому шляху з центральноазійських держав. Монахи-міссіонери, спочатку з Центральної Азії а пізніше — з Індії, з'являються в Китаї до II—III століть.
Вже до середини II століття з буддизмом знайомиться імператорський двір, про що свідчать жертвоприношення Лао-цзи (засновнику даосизма) і Будди, вчинені імператором Хуань-ди в 165. За переказом, перші буддийскі сутрыи були привезені на білому коні в Лоян, столицю імперії Східна Хань, за царювання імператора Мин-ди (58-76); тут же пізніше з'явився перший в Китаї буддійський монастир — Байма-си (Храм Білому коні).
В кінці I століття зареєстрована діяльність буддистів ще в одному місті восточноханської імперії — Пенчене. На початку ІІстоліття була складена «Сутра 42 статей» — перша спроба викладу китайською мовою основ буддийського.

## Мистецтво
- Китайське народне мистецтво
- Китайська література
- Візуальне мистецтво
  - Кераміка
  - Китайський живопис
  - Камнерізні ремесла Китаю
  - Лакові вироби Китаю
- Китайська музика
- Виконавські види мистецтва
  - Китайський театр
  - Китайська опера
  - Тайванська опера
  - Китайський танець
  - Китайський цирк

### Китайська архітектура
Китайська архітектура характеризується двосторонньою симетрією, використанням замкнутих відкритих просторів, фен-шуй, горизонтальним акцентом і натяком на різні космологічні, міфологічні або загалом символічні елементи. Китайська архітектура традиційно класифікує споруди за типом, починаючи від пагод і закінчуючи палацами.

### Садівництво
Китайський сад — це стиль ландшафтного саду, який розвивався роками. Він включає в себе як величезні сади китайських імператорів та членів імператорської сім'ї, побудовані для задоволення та враження, так і більш інтимні сади, створені вченими, поетами, колишніми урядовцями, солдатами та торговцями, створені для роздумів і втечі від зовнішній світ. Вони створюють ідеалізований мініатюрний пейзаж, який покликаний виразити гармонію між людиною та природою.

### Китайська каліграфія
Китайська каліграфія — це письмо китайських ієрогліфів як вид мистецтва, що поєднує суто візуальне мистецтво та інтерпретацію літературного значення. Цей тип вираження широко практикується в Китаї та загалом користується високою пошаною в усій Східній Азії.

## Китайська кухня
Китайська кухня має древню історію і багаті традиції. У кожнім районі країни свої особливості. Південна кантонска кухня славиться рибними стравами і стравами з морепродуктів, хуайянська — дуже гострими і екзотичними стравами. Пекинська кухня відома качкою по-пекінськи і тушкованим м'ясом з овочами.
Китайці впевнені, їжа повинна бути не тільки смачною і корисною, але і красиво оформленою. А насолоджувтися їжею неможливо, якщо їсти поспіхом, на ходу або перед телевізором.
Практика вживання чаю має давню історію в Китаї, оскільки виникла там. Історія чаю в Китаї довга і складна, адже китайці насолоджувалися чаєм протягом тисячоліть. Вчені вважали напій ліками від різноманітних хвороб; знать вважала вживання хорошого чаю ознакою свого статусу, а простолюдини просто насолоджувалися його смаком.

## Китайські бойові мистецтва
Китай є однією з головних батьківщин східних бойових мистецтв. Китайські бойові мистецтва, які часто називають кунг-фу та ушу, являють собою кілька сотень бойових стилів, які розвивалися протягом століть у Китаї.